# Taqī Sarā
Taqī Sarā (persiska: تقی سرا) är en ort i Iran.   Den ligger i provinsen Gilan, i den nordvästra delen av landet, 300 km nordväst om huvudstaden Teheran. Taqī Sarā ligger 20 meter över havet och antalet invånare är 262.
Terrängen runt Taqī Sarā är platt åt nordost, men åt sydväst är den kuperad. Närmaste större samhälle är Hashtpar, 11,4 km nordväst om Taqī Sarā. I omgivningarna runt Taqī Sarā växer i huvudsak blandskog.